# 布施
布施（ふせ）は、梵語ではदान（ダーナ、dāna、漢音写で檀那、旦那）と表現される概念の漢訳である。初期の漢訳仏典(迦葉摩騰の訳出とされる四十二章経、あるいは安世高訳出の七処三観経)にすでに見られる。「布施」という文字そのものは「（広く、あまねく）施す」と言った程度の意味で、荘子(外物)に発見することが出来る。
仏教では本来の意味は金銭を支払う事ではなく「見返りを期待せずに他者へ尽くす行いをする事」としている。

## 概要
他人に財物などを施したり、相手の利益になるよう教えを説くことなど、贈与、与えることを指す。英語の Donation （ドネーション、寄贈者）やDonor（ドナー）とダーナは、同じインド・ヨーロッパ語族の語源をもつ。
仏教の開祖である釈迦が生きた当時のインドなど、業（カルマ）と輪廻の世界観を持つ社会において、世俗の人々にとって他者への布施は良い境遇に生まれ変わるため、幸福になるための善業、一種の投資であり、積極的に行われた。
仏教においては、全ての宗派において主要な実践項目のひとつである。六波羅蜜のひとつでもある。仏教の在家信者とは、サンガに所属する修行者である僧（出家者）たちを崇高な目的に邁進する優れた境涯の人々と考え、彼らをすぐれた果報が期待できる最良の布施の対象とみなした人々であり、輪廻からの離脱を目指す僧と、善業（善い行い、善行）の果報（梵語：vipāka。ある行為によって招かれた結果）・善果を期待する在家信者は、人生の目的が異なるがゆえに、生きる糧と果報を相互に与え・受け取るギブアンドテイクの関係にあった。
布施には「財施」「法施」「無畏施」の三種がある（大智度論）。
布施をする人をダーナパティ（dānapati）といい、施主（せしゅ）、檀越（だんおつ、だんえつ、だんのつ）、檀徒（だんと）などと訳される。なお、菩提寺にお布施をする家を檀家（だんか）という言葉も、檀那、檀越から来たものである。また、古くは皇族などが自らの領地（荘園）などを寺院に寄せる（寄付する）ことを施入（せにゅう）（する）ということがある。

## 檀那
檀那（だんな）は、本来仏教の用語で、「布施」を意味するサンスクリット(梵語)「ダーナ（दान、dāna）」の訳語である。旦那とも書く。

### 概要
インド・ヨーロッパ祖語の"donum（贈る）"を起源としてから派生したのは、サンスクリットではこの項目の「ダーナ（旦那）」であるが、一方で西洋に伝わり英語に取り込まれたり、日本語化した単語"donation（ドネーション）"、"donor（ドナー）"も同じような起源と意味を持つ単語である。

### 日本における用法
日本では、後に特定の寺院に属してその経営を助ける「布施をする人（梵語: dānapati、ダーナパティ、漢訳: 陀那鉢底）」をも意味するようになって「檀越（だんおつ、だんえつ）」とも称された。中世以降に有力神社に御師職が置かれて祈祷などを通した布教活動が盛んになると、寺院に限らず神社においても祈祷などの依頼者を「檀那」と称するようになった。
また、奉公人がその主人を呼ぶ場合などの敬称にも使われ、現在でも女性がその配偶者を呼ぶ場合に使われている。

## 布施の種類
大智度論など、伝統的には、次のような種類が挙げられている。
- 財施とは、金銭や衣服食料などの財を施すこと。
- 法施とは、仏の教えを説くこと。
- 無畏施とは、災難などに遭っている者を慰めてその恐怖心を除くこと。

その他に、雑宝蔵経に説かれる財物を損なわない七つの布施として、次の行いが説かれる。布施波羅蜜では「無財の七施」という。
1. 眼施：好ましい眼差しで見る。
2. 和顔施（和顔悦色施）：笑顔を見せること。
3. 言辞施：粗暴でない、柔らかい言葉遣いをすること。
4. 身施：立って迎えて礼拝する。身体奉仕。
5. 心施：和と善の心で、深い供養を行うこと。相手に共振できる柔らかな心。
6. 床座施：座る場所を譲ること
7. 房舍施：家屋の中で自由に、行・来・座・臥を得させること。宿を提供すること。